# NGC 6632
NGC 6632 (również PGC 61849 lub UGC 11226) – galaktyka spiralna (Sbc), znajdująca się w gwiazdozbiorze Herkulesa. Odkrył ją Albert Marth 24 czerwca 1864 roku.
W galaktyce tej zaobserwowano supernową SN 2013bi.